# 'Abd ur Rahmân al Awzâ'î
Al Imâm Abû 'Amr 'Abd Ur Rahmân Al Awzâ'î, né en 707 à Baalbek et mort en 774 à Beyrouth, est un savant et juriste musulman sunnite malikite. Il est le fondateur d'une école de jurisprudence islamique portant son nom (Al Awzâ'î (en)). Il fait partie des Tâbi' Ut Tâbi'în.

## Biographie
Al-Awzâ'î naît en 707 à Baalbek. Il étudie auprès de nombreux savants réputés comme l'Imâm Ibn Shihâb Az Zuhrî, l'Imâm Yahyâ Ibn Abî Kathîr ou encore l'imam Ibn Sīrīn. Il est célèbre pour sa piété et son ascétisme et rapporte de nombreux hadîth.
Jibrîl Al Haddâd a dit de lui : « Il est l'un de ceux qui ont allié l'endurance dans l'adoration avec la science et l'affirmation de la vérité. Il est considéré comme étant une preuve (hujjah) à lui seul en tant que narrateur de hadîth, connu pour sa vaste compréhension de la Sharî'ah, sa grande érudition et sa piété. »
Il meurt en 774 à Beyrouth au Liban, où sa tombe est fréquemment visitée.

## Histoire de son madhhab
L'école juridique de l'Imâm Al Awzâ'î est l'une des écoles les plus suivies au VIIIe siècle et est largement répandue en Espagne, au Maghreb et en Syrie, avant de disparaître en Andalousie par suite de l'hégémonie de l'école malikite, et de s'éteindre définitivement au XIe siècle en Syrie.

### En Espagne et au Maghreb
À l'origine, c'était le madhhab officiel de ces deux régions. Puis, sous le règne du Calife Umayyade Hicham Ier, le madhhab malikite le supplanta et devint le madhhab officiel du pouvoir en place et fut suivi en masse par les gens qui délaissèrent entièrement le madhhab de l'Imâm Al Awzâ'î. Ceci est dû au fait que le Calife Hicham Ier suivait le madhhab de l'Imâm Mâlik Ibn Anas et par conséquent, les fatwa officielles du régime étaient décrétées selon cette école. Aussi, avec les nombreux voyages des juristes espagnols vers la ville de Médine et les nombreuses questions et réponses qui découlèrent de leurs entretiens avec l'Imâm Mâlik, les avis malikites se répandirent à une grande vitesse. Quelques années après la mort de Hicham Ier, le célèbre disciple de l'Imâm Mâlik, Yahyâ Ibn Yahyâ Al Laythî allait définitivement implanter le madhhab malikite en Andalousie, accompagné du recueil de hadîth de l'Imâm Mâlik intitulé Al Muwattâ°, et enseigner le fiqh malikite à un nombre considérable de gens. De même, le juriste espagnol 'Abd Ul Mâlik Ibn Habîb voyagea à Médine afin de puiser la science de l'Imâm Mâlik à travers son disciple Ibn Al Qâsim, puis, de retour en Espagne, écrivit son traité de jurisprudence Al Wâdihah qui devint une référence au sein des étudiants espagnols. De leur côté, les rois du Maghreb se mirent d'accord sur le fait de suivre principalement les fatwa de l'Imâm Ibn Al Qâsim, en se basant sur la Mudawwanah de l'imam Sahnoun ibn Saïd ibn Habib at-Tanukhi.

### En Syrie
En Syrie, son madhhab reste l'école principale de fiqh jusqu'au Xe siècle, quand l'Imâm Abû Zur'âh 'Uthmân Ibn Muhammad, un chaféite, est nommé cadi de Damas. En effet, ce dernier donne un prix de 100 dinars à tout étudiant qui parvient à mémoriser le livre Mukhtasar al-Muzanî, un manuel de fiqh chaféite.
Cette pratique est la cause de l'expansion du madhhab chaféite aux dépens du madhhab d'al-Awzâ'î, qui ne cesse de décroître jusqu'à son extinction au XIe siècle,.
En tout état de cause, ses contributions à la science du fiqh sont nombreuses. Peu d'entre elles ont été conservées, mais elles ont été archivées jusqu'à nos jours dans les livres de fiqh avancé ; Abou Yoûsouf préserva ainsi les connaissances d'usul al-fiqh d'al-Awzâ'î  dans son livre al-Radd 'alâ siyar al-Awzâ'î ; on connaît aussi ses idées grâce à Ach-Chafi'i.

## Son corpus de lettres
Dans l'introduction à son ouvrage al-Jarh wa-l-ta'dîl, Ibn Abî Hâtim al-Râzî (m. 327/938) préserve un corpus de dix lettres attribuées à al-Awzâ'î. Ce dernier s'y adresse, de Beyrouth où il réside, à une série de hauts représentants du pouvoir afin de plaider la cause d'individus et de groupes. Il incite notamment les Abbassides à racheter les musulmans capturés par les Byzantins à Erzurum, et à augmenter les soldes des militaires syriens chargés de la surveillance de la côte levantine.